# 康什河畔马尼库尔
康什河畔马尼库尔（法語：Magnicourt-sur-Canche，法語發音：[maɲikuʁ syʁ kɑ̃ʃ]）是法国上法蘭西大區加来海峡省的一个市镇，属于阿拉斯区。

## 地理
康什河畔马尼库尔（50°18'10"N, 2°24'39"E）面积4.57 平方千米，位于法国上法蘭西大區加来海峡省，该省份为法国北部沿海省份，西北濒北海，南至索姆省，东临北部省。
与康什河畔马尼库尔接壤的市镇（或旧市镇、城区）包括：古伊昂泰尔努瓦、贝朗库尔勒科鲁瓦、埃斯特雷瓦曼、乌万-乌维尼厄勒、迈济耶尔、蒙昂泰尔努瓦、萨尔勒布瓦。

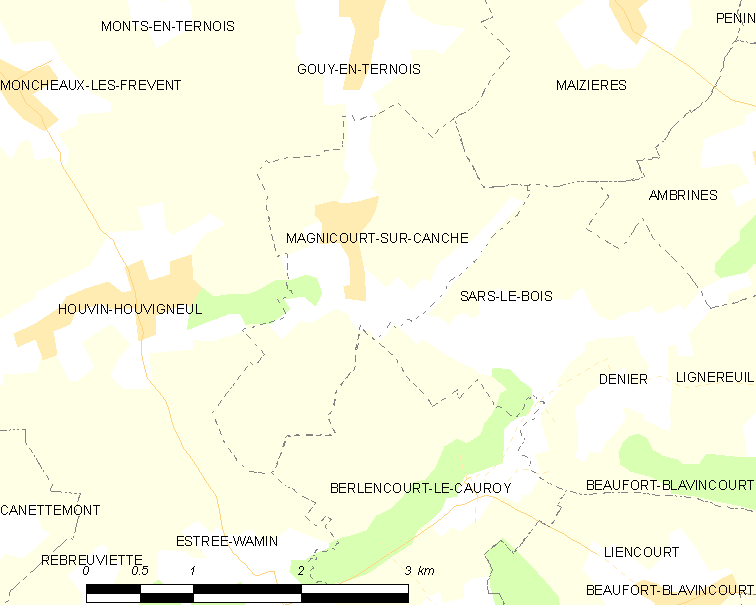
康什河畔马尼库尔的OSM定位图

康什河畔马尼库尔的时区为UTC+01:00、UTC+02:00（夏令时）。

## 行政
康什河畔马尼库尔的邮政编码为62270，INSEE市镇编码为62537。

## 政治
康什河畔马尼库尔所属的省级选区为阿韦讷勒孔特县。

## 人口

1962-2008年间康什河畔马尼库尔人口变化图示

康什河畔马尼库尔于2022年1月1日时的人口数量为106人。